# Cecilia Martínez (Schauspielerin)
Cecilia Martínez (* 22. November 1913 in Caracas, Venezuela; † 23. September 2015 ebenda) war eine venezolanische Schauspielerin, Rundfunksprecherin und Fernsehmoderatorin.
Die Urenkelin des venezolanischen Präsidenten Cristóbal Mendoza und Cousine des Künstlers Armando Reverón und des Humoristen Leoncio Martínez begann ihre Laufbahn 1952 bei Radio Caracas Televisión an der Seite von Künstlerinnen wie Carmencita Serrano und Margot Antillano und unter der Leitung des Rundfunk- und Fernsehpioniers Edgar J. Anzola. Unter anderem wirkte sie in einem Hörspiel mit dem Titel Santa Teresa mit.
1953 wechselte sie zum Fernsehen. Ihre erste Rolle hatte sie in einer Jugendgerichtsserie, anschließend wirkte sie im Programm Nosotras las mujeres mit. Anfang der 1960er Jahre spielte sie an der Seite des Fotografen und Kunstkritikers Alfredo Boulton in der Serie Qué tiempos aquellos nach einem Drama von José Antonio Calcaño bei Canal 5. Zur gleichen Zeit begann ihre Zusammenarbeit mit Néstor Luis Negrón, der zwölf Jahre lang die wöchentliche Sendung Monte sus cauchos Good Year bei Radio Caracas Televisión leitete.
Erst 1987 debütierte sie als Filmschauspielerin in Iván Feos Film Ifigenia. Weitere Rollen hatte sie dann in Carlos Azpúruas Amaneció de golpe und Julio Sosa Pietris Rizo (beide 1998). Für die Kurzfilme Pianista und Dios te salve (beide 2005) schrieb sie das Drehbuch und führte Regie.